# Issé
Issé (bret. Izeg) – miejscowość i gmina we Francji, w regionie Kraj Loary, w departamencie Loara Atlantycka.
Według danych na rok 2010 gminę zamieszkiwało 1827 osób, a gęstość zaludnienia wynosiła 47 osób/km².